# Equipe neerlandesa na Copa Davis
A equipe neerlandesa na Copa Davis representa os Países Baixos na Copa Davis, principal competição de tênis masculina por equipes do mundo. É administrada pela Royal Dutch Lawn Tennis Association.